# Barbula inermis
Barbula inermis là một loài rêu trong họ Pottiaceae. Loài này được (Brid.) Garov. mô tả khoa học đầu tiên năm 1840.